# ژوئل کاسترو پریرا
ژوئل دینیس کاسترو پریرا (پرتغالی: Joel Dinis Castro Pereira؛ زادهٔ ۲۸ ژوئن ۱۹۹۶) بازیکن فوتبال اهل پرتغال است که در پست دروازه‌بان برای باشگاه فوتبال منچستر یونایتد انگلستان بازی می‌کند.
از باشگاه‌هایی که در آن بازی کرده‌است می‌توان به باشگاه فوتبال روچدیل اشاره کرد. او اولین بازی خودرا در منچستریونایتد در برابر ویگان انجام داد.

## زندگی حرفه‌ای
کاسترو در لو لوکل، سوییس به دنیا آمد.